# Batalla de Covadonga
La batalla de Covadonga tuvo lugar en el año 718 o en el 722 en Covadonga (España), un paraje próximo a Cangas de Onís (Asturias), entre los astures, que poblaban las zonas montañosas de Asturias, y las tropas de Omeyas, que resultaron derrotadas.
Desde hace décadas se niega la versión más épica de la batalla. Mientras que muchos académicos no dudan de la existencia del enfrentamiento, algunos historiadores han puesto en duda su existencia, incluso la del mismo Don Pelayo, pero lo cierto es que los cronistas musulmanes también dan cuenta de él. No es un caso excepcional con respecto a otros acontecimientos de la Alta Edad Media, donde la ausencia de fuentes fiables es un obstáculo para el conocimiento.  En particular, existen serias dudas sobre la independencia de las fuentes. Sea como fuere, Covadonga ha tenido una gran trascendencia como "mito fundacional", además de haberse convertido la zona en un importante lugar de peregrinaje religioso.

## Contexto
Tras la caída del reino visigodo, el bereber Otman ben Neza, conocido por los cristianos como Munuza, fue nombrado valí del tercio noroccidental de la península. Su autoridad fue desafiada por algunos dirigentes astures que, reunidos en Cangas de Onís en 718 encabezados por Pelayo, decidieron rebelarse negándose a pagar impuestos exigidos, el jaray y el yizia. Tras algunas acciones de castigo a cargo de tropas árabes locales, Munuza solicitó la intervención de refuerzos desde Córdoba. Aunque se restó importancia a lo que estaba sucediendo en el extremo ibérico, el valí Ambasa envió al mando de Al Qama un cuerpo expedicionario, acompañado por el obispo Oppas.
Pelayo esperó a los musulmanes en un lugar estratégico, como el angosto valle de Cangas de los Picos de Europa cuyo fondo cierra el monte Auseva, donde un atacante ordenado no dispone de espacio para maniobrar y pierde la eficacia que el número y la organización podrían otorgarle. El enfrentamiento se produjo en la cueva de Covadonga, en el año 722 (718 para otros historiadores), y se saldó con la completa derrota de los sarracenos. Se desconocen las dimensiones exactas del ejército de Pelayo (aunque las crónicas hablan de 300 hombres) o el de Al Qama, aunque los recientes descubrimientos arqueológicos hacen pensar que las fuerzas cristianas de la región eran de varios miles y que la rebelión de Pelayo y, consecuentemente, las tropas musulmanas de Al Qama, eran de una entidad tal que no cabría calificar al enfrentamiento de escaramuza. La cuestión es que las tropas sarracenas fueron diezmadas, obligando a Munuza a escapar de Gijón, donde se hallaba en ese momento. Al Qama halló la muerte en este lance, mientras que sus fuerzas sufrieron grandes pérdidas en su desordenada huida, al caer sobre ellos una ladera debido a un desprendimiento de tierras, probablemente provocado, cerca de Cosgaya en Cantabria.
La Batalla de Covadonga supuso la primera victoria de un contingente rebelde contra las fuerzas musulmanas. Tuvo una amplia difusión en la historiografía posterior como detonante del establecimiento de una insurrección organizada que desembocaría en la fundación, en principio, del reino independiente de Asturias, y de otros reinos cristianos.

## Visión musulmana de la batalla
Según la recopilación del cronista Al Maqqari (Tremecén, 1578-El Cairo, 1632):

Dice Isa Ibn Ahmand al-Raqi que en tiempos de Anbasa Ibn Suhaim al-Qalbi, se levantó en tierras de Galicia un asno salvaje llamado Belay [Pelayo]. Desde entonces empezaron los cristianos en al-Ándalus a defender contra los musulmanes las tierras que aún quedaban en su poder, lo que no habían esperado lograr. Los islámicos, luchando contra los politeístas y forzándoles a emigrar, se habían apoderado de su país hasta que llegara Ariyula, de la tierra de los francos, y habían conquistado Pamplona en Galicia y no había quedado sino la roca donde se refugia el rey llamado Pelayo con trescientos hombres. Los soldados no cesaron de atacarle hasta que sus soldados murieron de hambre y no quedaron en su compañía sino treinta hombres y diez mujeres. Y no tenían que comer sino la miel que tomaban de la dejada por las abejas en las hendiduras de la roca. La situación de los musulmanes llegó a ser penosa, y al cabo los despreciaron diciendo «Treinta asnos salvajes, ¿qué daño pueden hacernos?». En el año 133 murió Pelayo y reinó su hijo Fábila. El reino de Belay duró diecinueve años, y el de su hijo, dos.
Crónica de Al-Maqqari

## Visión cristiana de la batalla

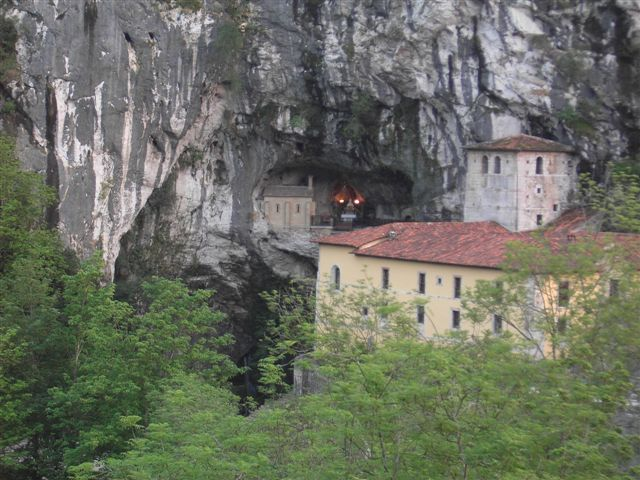
La gruta de Covadonga, refugio de Don Pelayo.

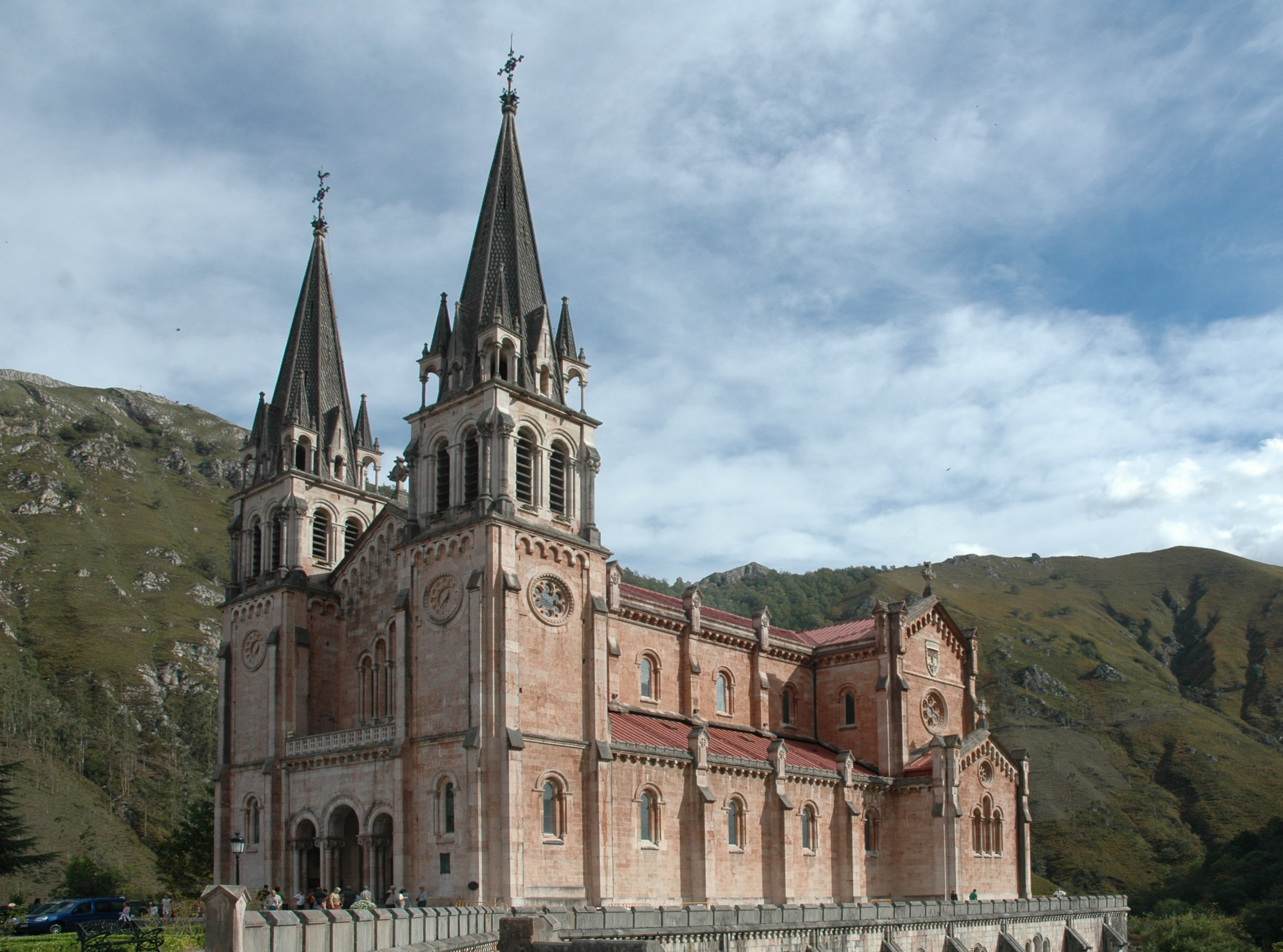
Basílica del Santuario de Covadonga.

Según las crónicas de Alfonso III, Crónica de Albelda, datada en el año 881:

Alkama entró en Asturias con 187 000 hombres. Pelayo estaba con sus compañeros en el monte Auseva y que el ejército de Alkama llegó hasta él y alzó innumerables tiendas frente a la entrada de una cueva. El obispo Oppas subió a un montículo situado frente a la cueva y habló así a Pelayo: «Pelayo, Pelayo, ¿dónde estás?». El interpelado se asomó a una ventana y respondió: «Aquí estoy». El obispo dijo entonces: «Juzgo, hermano e hijo, que no se te oculta cómo hace poco se hallaba toda España unida bajo el gobierno de los godos y brillaba más que los otros países por su doctrina y ciencia, y que, sin embargo, reunido todo el ejército de los godos, no pudo sostener el ímpetu de los ismaelitas, ¿podrás tú defenderte en la cima de este monte? Me parece difícil. Escucha mi consejo: vuelve a tu acuerdo, gozarás de muchos bienes y disfrutarás de la amistad de los caldeos». Pelayo respondió entonces: «¿No leíste en las Sagradas Escrituras que la iglesia del Señor llegará a ser como el grano de la mostaza y de nuevo crecerá por la misericordia de Dios?». El obispo contestó: «Verdaderamente, así está escrito». [...] Tenemos por abogado cerca del Padre a Nuestro Señor Jesucristo, que puede librarnos de estos paganos [...].
Alqama mandó entonces comenzar el combate, y los soldados tomaron las armas. Se levantaron los fundíbulos, se prepararon las hondas, brillaron las espadas, se encresparon las lanzas e incesantemente se lanzaron saetas. Pero al punto se mostraron las magnificencias del Señor: las piedras que salían de los fundíbulos y llegaban a la casa de la Virgen Santa María, que estaba dentro de la cueva, se volvían contra los que las disparaban y mataban a los caldeos. Y como a Dios no le hacen falta lanzas, sino que da la palma de la victoria a quien quiere, los caldeos emprendieron la fuga...
Crónica de Abelda

## Debate historiográfico

### El episodio de Covadonga
Algunos autores han considerado esta acción bélica como el inicio de la Reconquista, pero esta visión ha sido ampliamente cuestionada, ya que el «episodio de Covadonga», según otros historiadores, sería una continuación de las rebeliones que los astures habían mantenido en los siglos anteriores contra la Monarquía visigoda. Para el historiador José Luis Corral, profesor de Historia medieval en la Universidad de Zaragoza, la Batalla de Covadonga nunca existió y atribuye su invención a la corte de cronistas del rey Alfonso III, quien tuvo muchos problemas para la continuidad de su reino en las fechas cercanas al año 900, unos 150 años después de la supuesta batalla, de la que no hay documentos musulmanes ni cristianos del siglo VIII. 
Pero otros historiadores como Luis Agustín García Moreno aseguran su existencia y de esta manera la «escaramuza de Covadonga» «señalaría el triunfo local de la rebelión y el afianzamiento del caudillaje carismático de Pelayo, así como de la alianza entre los visigodos refugiados y la aristocracia indígena». Un punto de vista similar es el que ha sostenido Julio Valdeón. Más recientemente Eduardo Manzano Moreno ha cuestionado incluso que Pelayo fuera un noble visigodo.
El medievalista Ignacio Ruiz de la Peña asegura que Covadonga existió y al igual que Pelayo jugaron un papel determinante en el nacimiento de un nuevo núcleo local que se extenderá y será el germen de los reinos de Castilla y de León, negando no obstante que en estos hechos se restaurase el reino godo.
Las crónicas árabes nombran el acontecimiento aunque le restaron importancia —«un cronista musulmán tardío, al-Maqqari, afirma que las huestes de Alqama decidieron retirarse de las montañas astures porque al fin y al cabo allí sólo había "treinta asnos salvajes", por lo que se preguntaron "¿qué daño pueden hacernos?"»—, mientras que los cristianos más adelante lo magnificaron «llegando a considerarlo algunos eclesiásticos próximos a la corte, años más tarde, nada menos que el punto de partida de "la salvación de Hispania"».
En cambio, el medievalista Pedro Chalmeta ha detectado sospechosas similitudes entre la crónica del 754 sobre una batalla en los pirineos y el relato del Covadonga.

### Controversia en torno a la fecha

Mapa de las campañas de la ocupación islámica de la península ibérica.

Hoy en día existen dos opiniones sobre el año en el que tuvo lugar la Batalla de Covadonga. Claudio Sánchez-Albornoz la situó durante el valiato de Ambasa, en el 722,  pero estudiosos actuales, como Julia Montenegro y Arcadio del Castillo, sostienen que tuvo lugar durante el gobierno de Al-Hurr, en el 718.

## En la cultura popular
La batalla y sus antecedentes son narrados gráficamente en los números 105 y 10 de las revistas mexicanas de historietas Epopeya y Patronos y santuarios, del 1 de febrero y 1 de abril de 1967, titulados La gesta de Don Pelayo y La Virgen de Covadonga, respectivamente.